# Tommerup
 (septembre 2007).
Tommerup est une localité du Danemark située sur l'île de Fionie. Administrativement, elle relève de la commune d'Assens et de la région du Danemark-du-Sud. Elle comptait en 2020 1567 habitants.
La ville est localisée près d'Odense, la 3e ville du Danemark. Elle est desservie en transport public par le train, en provenance d'Odense et de Fredericia.
En 1999, trois ans après que le village hollandais de Wijk aan Zee et Tommerup s'est proclamé Cultural Village of Europe, Tommerup rejoint les programmes européens de soutien aux villages traditionnels (Héritage culturel et Culture).
Knarreborg, une ville près de Tommerup porte également ce nom, cette ville est surnommée le « vieux Tommerup » .
Depuis quelques années, un dispositif de trois lacs (les « Tallerupsøerne ») retient les eaux de pluie avant leur descente vers Tommerup pour les contenir et en dévier leur cours en cas de surcharge.